# 猫砂

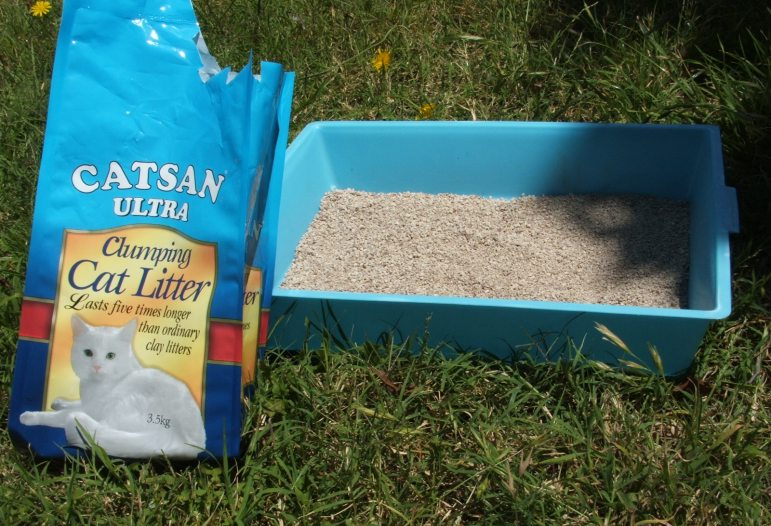
一般的な猫砂

猫砂（ねこずな、ねこすな）は、猫の飼育に用いられる排泄用の砂の一種である。単なる砂を指すことも多いが、現在では猫の動物の生理的習性を動物学の見解を基に作り上げられた粒子状の人工物を指すことが多い。

## 概要
猫という生物は自身の排泄物を砂に埋めて隠す習性があることが知られている。これは、単に自身の居住環境を衛生的に保つ目的だけではなく、自身の縄張りの中で排泄物の臭いが他の生物（特に猫が狩猟するネズミやウサギなどの小動物）に悟られてしまうことを防ぐためでもあり、小動物の中でも捕食者となる猫が自身の排泄物を砂で隠す習性の根底にはこのような事情があるからであるというのが定説となっている。愛玩動物として世界中で親しまれてきた猫であるが、かつて日本では愛玩動物の放し飼いが多く、特に猫に関しての放し飼いは小型で人を襲う事例が極めて少なかったこともあり危険性が低いと見なされていた点も相まって、猫の排泄行為、及びその処理は自然の摂理に任されていた。これは昭和48年に制定された「動物の愛護及び管理に関する法律」（現：動物愛護管理法）の中に猫の放し飼いに関する記述が盛り込まれていなかったことも挙げられる。しかし、環境省の調査から他の動物と同様に猫の排泄物からも寄生虫などの媒介となっている事例が多く発表され、2002年2月2日より動物愛護管理法の基準改訂により東京都が先立って猫を室内で飼うことを要請。その後、各自治体で猫の室内飼育を基本であるとする条例が広まったことが背景となり、又、それに伴ってペット飼育可とする物件が増えたことも相まって猫の室内飼いが一般的となって飼い主は排泄用に猫トイレの必要性が高まった。これにより猫にとって排泄しやすく、あるいは排泄後に砂掛け動作を行うことができ、かつ猫側からも飼い主側からも室内の清潔を保ちやすい猫トイレが必要となったといえる。猫トイレには単純に砂を用いることも可能ではあるが、市販の猫砂を用いることによってより両者の要求を叶えることができる。

## 猫砂の種類と必要性
猫砂は上記の通り、猫の動物学的な見地に基づきより理想的なものが考えられたといえる。まず、野生の猫は自身の排泄場所を柔らかい砂質の土壌で行うことが知られている。猫砂の代用品として新聞紙をちぎったもの等、柔らかく一定の吸水性が認められるもので猫砂の代用とすることも可能ではあるが、消臭効果がないために複数回の排泄を行うと猫が自身の排泄物の臭いを忌避してしまう傾向もある。したがって猫砂には一定の消臭効果が求められる。猫の排泄物で、特に尿に関しては人間のそれと比較して強烈に臭うことで知られている。これは、猫の尿には「フェリニン」と呼ばれる硫黄を含んだアミノ酸化合物質が含まれており，これがカルボキシルエステラーゼに似た物質であるコーキシンというタンパク質を触媒として臭いを発しているためである。なお、猫は人間とは違い、健康体であってもタンパク質を尿として排泄することが通常となっている珍しい生物であるため、猫の体調の良し悪しにかかわらず、猫の尿には上記の通りタンパク質が含まれる。これがいわゆる「猫臭」の原因ともなっている。なお、メスや去勢したオスよりも未去勢のオスが圧倒的に高い数値のフェリニンが検出されていることが解明されており、さらに前述のコーキシンの分泌も加齢によって高まることから、これらに該当する個体の尿は特に強烈な臭いを放つ。
したがって、猫砂には2つの要素が求められる。1つは猫が自身の生理現象に対して一定の消臭効果が認められ、さらに排泄がしやすい砂が求められる。もう1つは、人間側から感じる居住の快適性である。つまりは、室内飼育が念頭となるとすれば可能な限り無臭に近い環境を作る必要性が求められるようになったといえる。また、猫砂も使用後は不衛生なゴミとなるため、その処分のしやすさも求められるようになった。今日の市販される猫砂とは、ペットと飼い主の双方の要求や利便性、そしてより快適な環境を理想的に求めた結果、誕生したものといえる。

### ベントナイト系
猫砂の中でも利用者の多いと思われるものは、主成分が粘土の一種であるベントナイト系の猫砂が挙げられる。ベントナイトは陽イオン交換能が高く、単体でも水質浄化、廃水処理等に用いられる。主要産出国はアメリカ合衆国であるが日本でも年間10万トンほど産出しており、猫砂以外にセラミックの生成にも使われている。ベントナイトは先述の通り主成分が粘土であるために吸着剤としての作用があり、猫の尿を吸着して固まりやすい。また、陽イオン交換能が高い為に臭気を抑える効果もある。猫砂として販売されるベントナイトは乾燥した粒子であるため、猫側からみても柔らかい砂の上に排泄物を出すような形になり、さらには猫もそれを埋める行為に関して容易に行うこともできる。ベントナイト系の猫砂はこれに脱臭剤、抗菌剤、あるいは固まりやすいように重曹などを加えたものが市販されている。固まった猫砂は専用のスコップで容易に取り除くことができるために清潔を保ちやすく、湿気やアンモニアなどを吸収してくれるために悪臭を緩和することができるので猫側も複数回の排便を行っても忌避しにくい。欠点としては、通常の砂と同じように猫の排泄後に周囲に散らばることや、砂を人間用の水洗トイレに流せないという欠点もある。

### 生分解性物質系

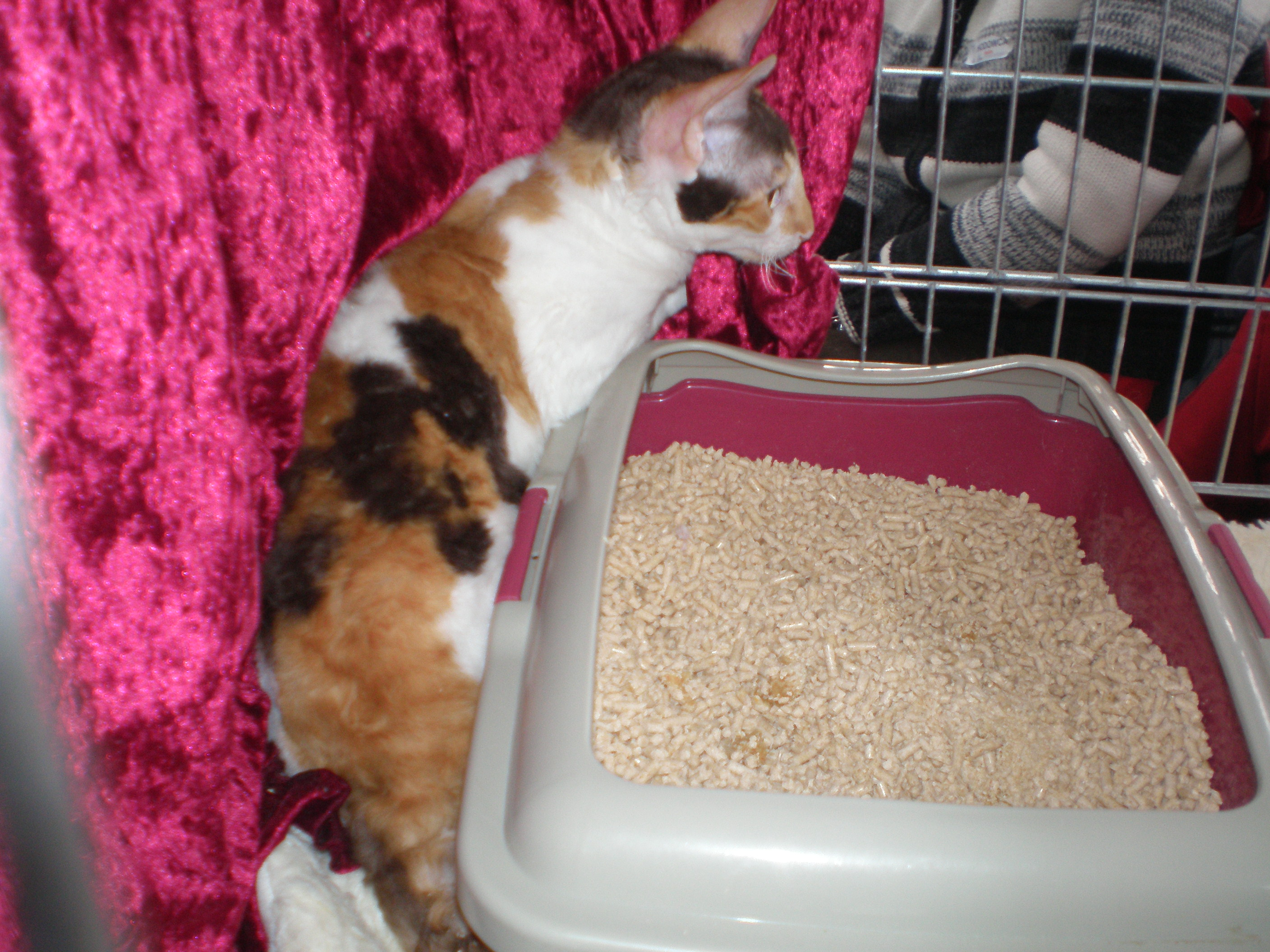
生分解物質系の猫砂と三毛猫。飼い主は猫砂が散らばりにくいように、縁の反った猫用トイレを使用している

紙・おがくず・おからのように自然環境に廃棄しても分解する植物資源を由来とした猫砂である。先述の鉱物由来となるベントナイト系の猫砂と比較すると、万が一子供が猫砂を口に加えるなどをした状況や、猫にとっても安全であると言われている。排泄物の吸収性はベントナイト系と比較して生分解物質系が勝る。一般的なちぎった新聞紙を敷いて猫用トイレとするよりも脱臭性ははるかに勝るが、尿や糞の水分を吸着しやすく、また吸着すれば雑菌が繁殖しやすいために汚染されてしまった部分に関してはトイレとして2次利用をせずに廃棄することが望ましい。（但し、防カビ剤や抗菌剤を猫砂に含ませている）捨てる部分が多くなるため、ベントナイト系の猫砂に比べると費用が高くつく傾向がある。ただし、大粒に成形されて散らばりにくい点や初期利用時の脱臭性など、ベントナイト系より優れた部分がある。処分に関しては糞尿をトイレに流し、猫砂は燃えるゴミとして出すことも可能であり、近年は固まるタイプの生分解性物質系の猫砂も登場し、処分に関する容易さが向上している。

### シリカゲル系

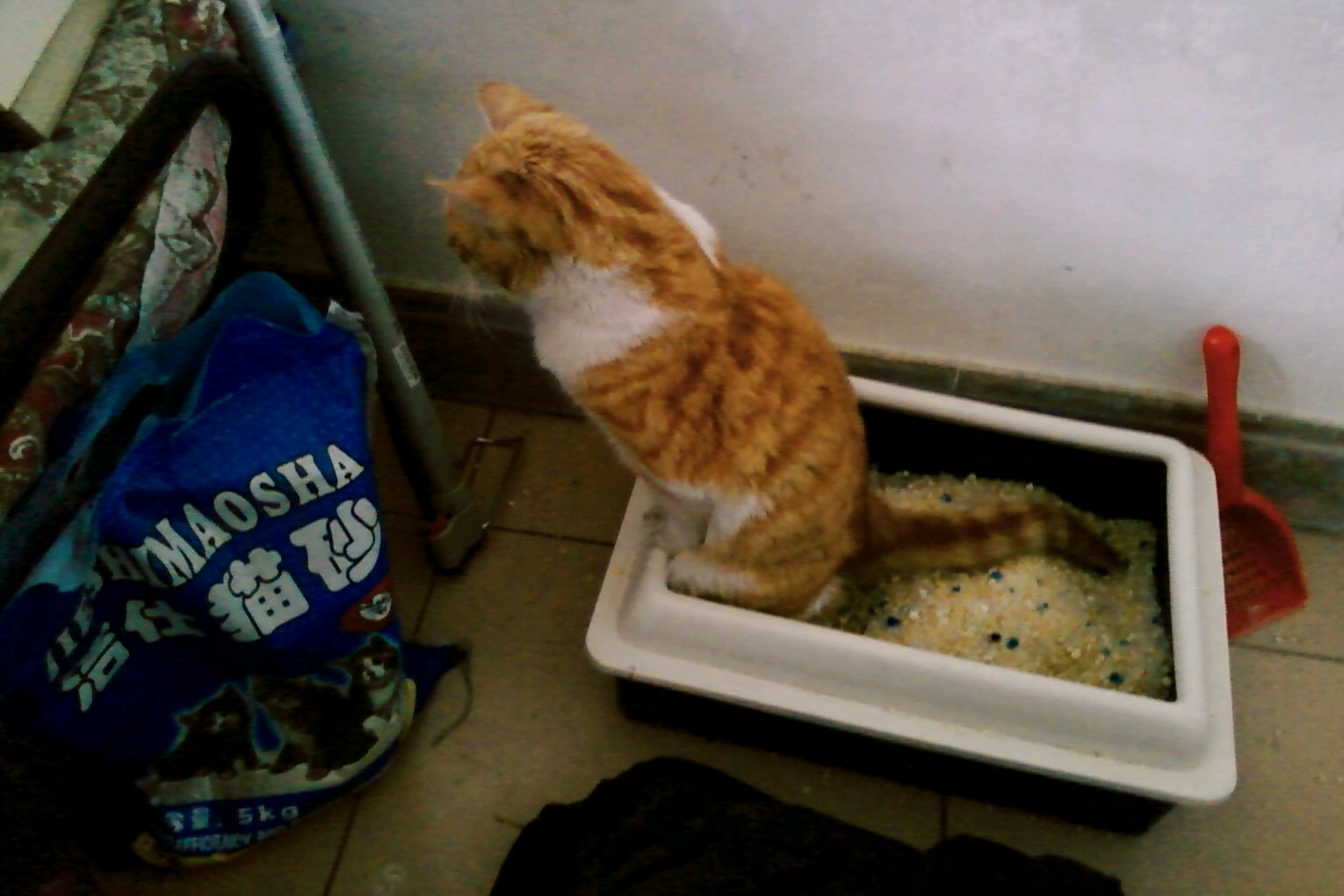
シリカゲル系の猫砂に排泄を行う猫

その他の猫砂としてはシリカゲルを用いた製品もある。シリカゲルは多孔質構造（細孔構造）を持つために質量と比較して表面積が広くなる。そのため乾燥剤などに利用されるが、猫砂に用いられて尿などの水分を吸収する役割として使用される。一定量の水分を吸収すると飽和状態となってシリカゲル自体に水分の吸収力がなくなるためにそのまま尿が透過して下のトレイに尿が落ちる。シリカゲルの猫砂は抗菌効果が非常に高く、脱臭する力も極めて高い。しかし、先述のようにシリカゲルを透過して下のトレイに尿が落ちるため、猫砂とは別途にトレイにペットシーツ（吸水ポリマーの入ったシート）や厚手のマットを敷かなければならない。したがって、シリカゲル系の猫砂を使用する場合は、猫用トイレ自体も上段と下段にトレイが分かれた専用のものを使用しなければならない。シリカゲル系の猫砂は顆粒状になっており、おおよそ直径0.5mm～8mm程度のものであり、ほぼ球状の白ないし白に近い猫砂が多い。長所としては猫砂自体を繰り返して使えることであり、長期間にわたって脱臭力が落ちない点である。ただし、メーカー側によって脱臭効果の持続性が違っている点もあり、抗菌効果のあるシリカゲルであっても一般的には衛生面を考慮して1ヶ月ごとに交換することが勧められる。短所としては、初期投資が大きくなる点である。先述の通りシリカゲル系の猫砂専用の猫用トイレを購入しなければならない点である。また、猫砂自体は長期的な使用が可能ではあるが、定期的にペットシーツを交換しなければならない。これ自体は燃えるゴミに出すことは可能であるが、ひたひたに猫の尿を吸収したペットシーツをビニール袋などの入れて捨てる手間がかかる。さらには他の猫砂よりも散らばりやすい点も挙げられる。シリカゲル系の猫砂は球状であるため、猫用トイレから飛び出した猫砂はどこまでも転がってしまい、さらには好奇心が高い猫はシリカゲルの猫砂をおもちゃにして遊びまわることも多々ある。特に幼児がいる家庭では部屋の隅や家具の隙間に入り込んだ猫砂を加えて飲み込むなどの事例もあり注意が必要である。（※：ただし、シリカゲル自体は無害だと言われている）

### 猫用トイレ

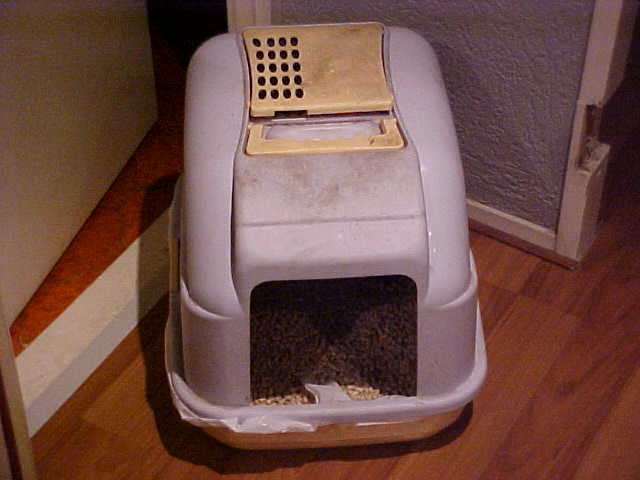
入り口以外を覆い隠すように作られた猫用トイレ

猫用トイレは平らなトレイ上のものから、深く縁の反った深皿型、あるいは周囲を覆い隠したボックス型などある。これらの需要は猫砂の開発と改良に伴うものであり、特にシリカゲル系の猫砂のように大変散らばりやすいものが登場した後は深皿型やボックス型が増えてきている。

## 経済
矢野経済研究所が調査した2008年度のペットビジネス市場規模によると、ペット用品の中で急速な伸び率を示しているのはペットシーツや猫砂であると報告がなされた。